# Антоновский сельский совет (Горностаевский район)
Антоновский сельский совет (укр. Антонівська сільська рада) — входит в состав
Горностаевского района
Херсонской области
Украины.
Административный центр сельского совета находится в 
с. Антоновка
.

## Населённые пункты совета
- с. Антоновка
- с. Зирка